# Бабін (округ Наместово)
Бабін (словац. Babín) — село, громада округу Наместово, Жилінський край. Кадастрова площа громади — 17,39 км².
Населення 1453 особи (станом на 31 грудня 2024 року). Протікає річка Груштінка.

## Історія
Бабін згадується 1562 року.

## Населення
| Рік:            | 1994. | 2004.   | 2014.   | 2024.   |
| --------------- | ----- | ------- | ------- | ------- |
| Кількість осіб: | 1324  | 1413    | 1417    | 1453    |
| Різниця:        |       | +6,72 % | +0,28 % | +2,54 % |

| Рік:            | 2023. | 2024.   |
| --------------- | ----- | ------- |
| Кількість осіб: | 1444  | 1453    |
| Різниця:        |       | +0,62 % |